# Industria energetică în România
Consumul de energie este în general exprimat în tep (tone echivalent petrol).
Consumul de energie al României în anul 2017 a fost de 33580 ktep, din care:
- 28,6% - gaze naturale
- 28.1% - țiței și derivați petrolieri
- 16.1% - cărbune și cocs
- 8.9% - nuclear
- 3.7% - hidro

Producția internă de energie primară a scăzut puțin în ultimii ani (28 milioane tep), în mod special după criza economică din 2008. Energia cea mai afectată de scădere au fost cărbunele, la profitul energiei nucleare și mai recent, gazele naturale.
Consumul intern brut pe locuitor a fost în anul 2017 de 1.705 tep, cu 7% mai mică decât cel din 2006.

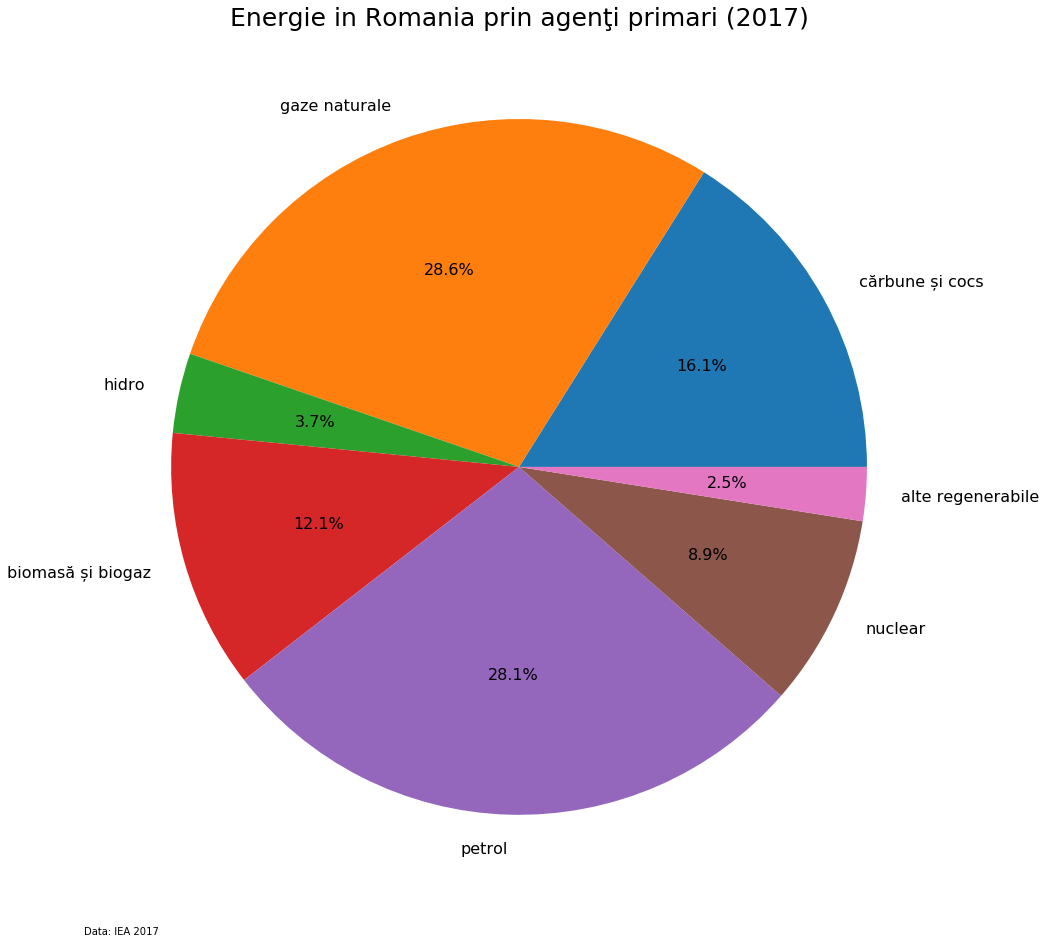
Energie primara in Romania

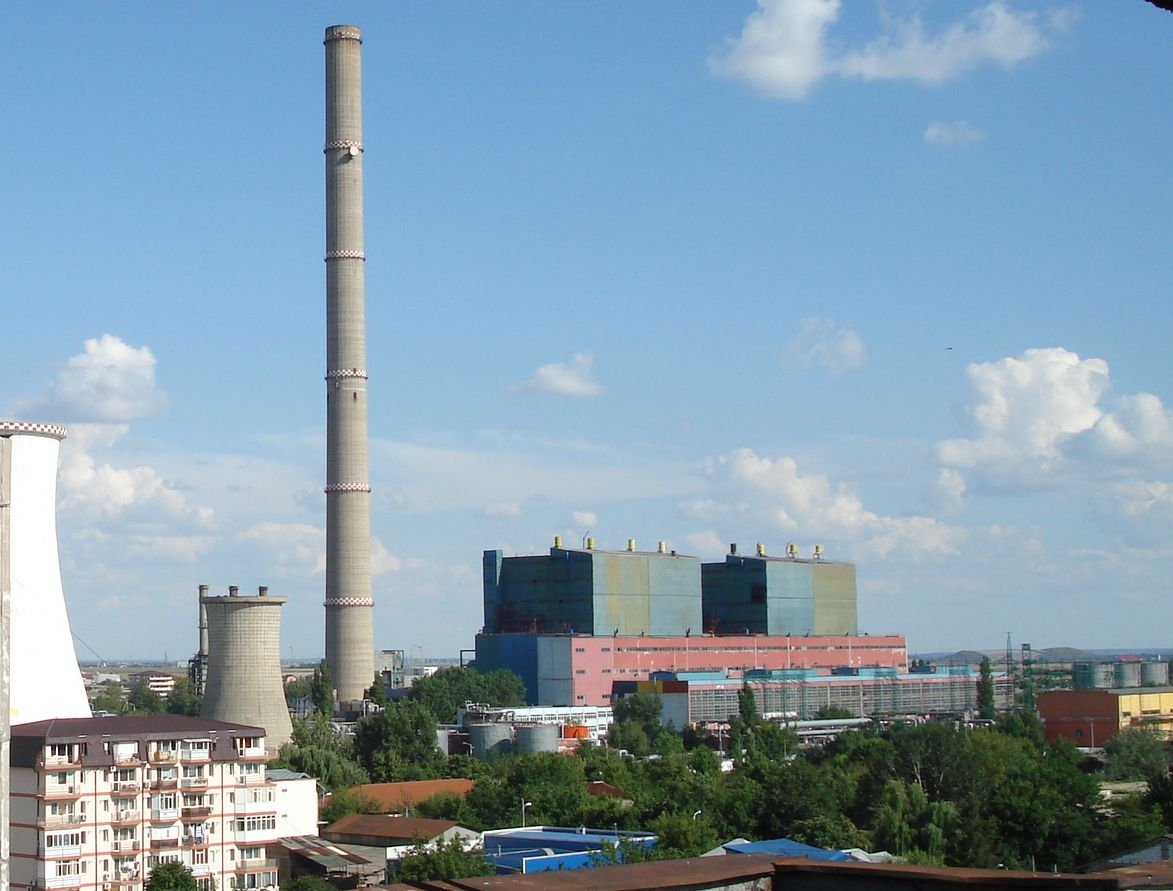
Termocentrala Progresu

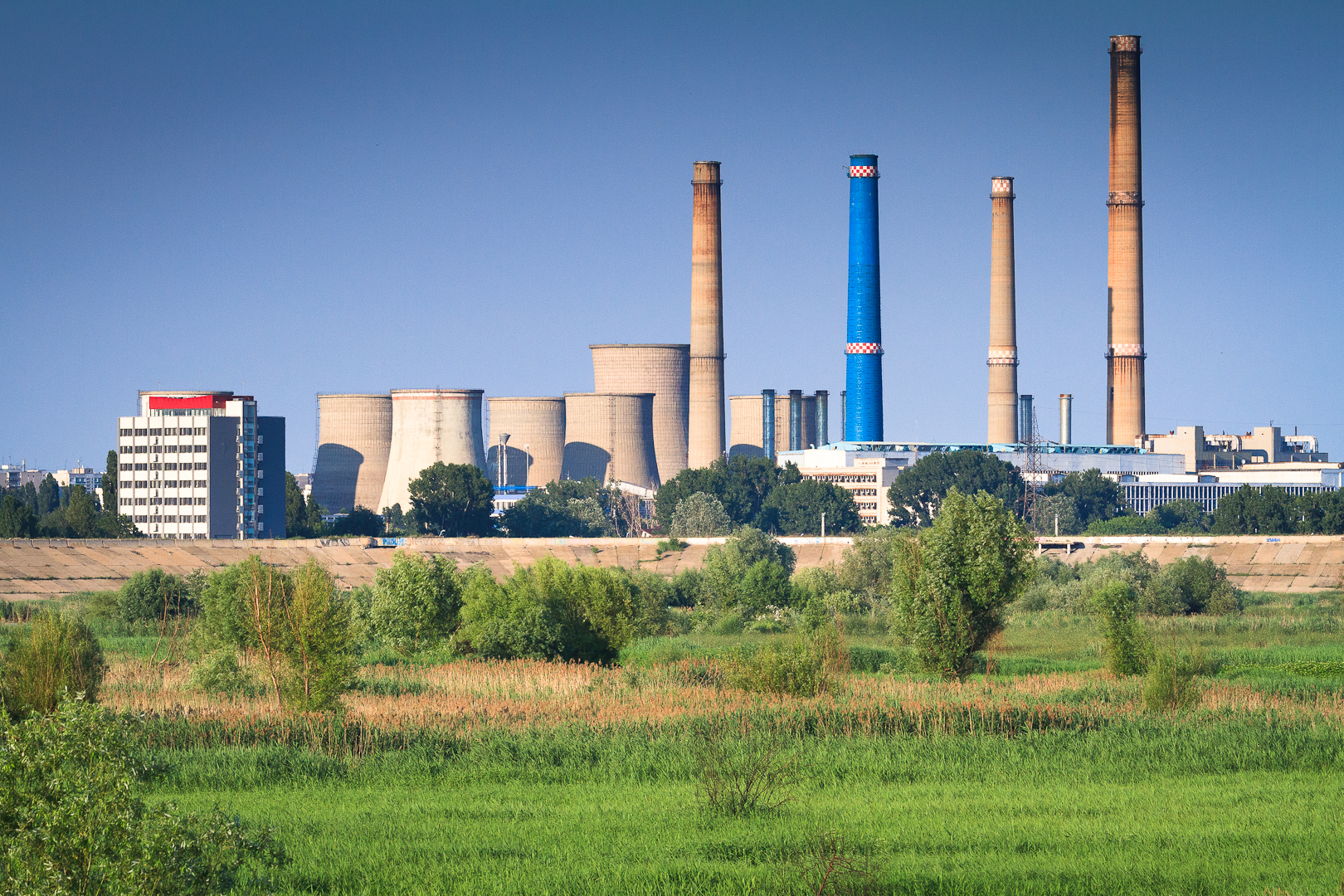
Termocentrala București Sud

## Rezerve
Rezervele de resurse naturale ale României conform estimărilor din anul 2007:
- țiței: 74 milioane tone (72 mil. tep). Producție anuală: 5,2 milioane tone
- gaze naturale: 185 miliarde metri cubi (159 mil. tep). Producție anuală: 12 miliarde metri cubi
- huilă: 755 milioane tone (422 mil. tep). Producție anuală: 3 milioane tone
- lignit: 1490 milioane tone (276 mil. tep). Producție anuală: 32 milioane tone
- uraniu: Rezervele de minereu existente asigură cererea de uraniu până la nivelul anului 2017 pentru funcționarea a două unități nucleare la centrala de la Cernavodă.

România este unicul deținător de rezerve de țiței în cantități notabile din zona Central și Est Europeană.
Tot România dispune și de cele mai mari rezerve de gaze naturale din zonă, de circa 2 ori mai mari decât rezervele dovedite ale Poloniei.
În schimb, România deține cele mai mici rezerve de cărbune.
Resursele estimate de țiței și gaze naturale ale României sunt de aproximativ un miliard de barili echivalent petrol, valoare care situează România pe locul patru în Europa în acest clasament, după Norvegia, Marea Britanie și Danemarca.

## Țiței
Anul cu producția de vârf a fost 1976 cu 14,7 milioane tone. Producția de țiței a României s-a diminuat constant, concomitent cu creșterea importurilor.
Evoluția producției interne de țiței:
| An       | 2006  | 2005  | 2004  | 2003  | 2002  | 2001  | 2000  | 1999 | 1998  | 1997  |
| -------- | ----- | ----- | ----- | ----- | ----- | ----- | ----- | ---- | ----- | ----- |
| mii tone | 5.000 | 5.200 | 5.541 | 5.650 | 5.702 | 5.810 | 6.029 | 6132 | 6.300 | 6.501 |

## Cărbune
În anul 2011, producția de cărbune a României s-a ridicat la 6,7 milioane tone echivalent petrol (tep), fiind cu 14,1% mai mare față de cea din 2010 și a reprezentat 0,2% din producția mondială de cărbune.
Tot în 2011, consumul de cărbune a fost de 7,1 milioane tone echivalent petrol (plus 16,6% față de 2010).
În anul 2006, producția de cărbune a României a fost de 34,1 milioane tone, din care:
- 2,9 milioane tone huilă
- 31,2 milioane tone lignit

Aproape toată cantitatea (99%) se folosește pentru producția de energie electrică și termică, huila contribuind cu 7,2% din totalul de producție de energie electrică iar lignitul cu 32,2%.
Puterea calorifică a cărbunelui extras în România este de:
- 3650 kcal/kg pentru huilă
- 1650-1950 kcal/kg pentru lignit

Datorită puterii calorifice scăzute, transportul de carbune este ineficient economic, astfel că termocentralele sunt situate în apropierea punctelor de extracție. Fiind purtători de energie primară captivi, huila și lignitul în România nu pot face obiectul unei piețe în adevăratul sens al cuvântului.
Evoluția producției interne de huilă:
| An            | 2006 | 2005 | 2004 | 2003 | 2002 | 2001 | 2000 |
| ------------- | ---- | ---- | ---- | ---- | ---- | ---- | ---- |
| milioane tone | 2,9  | 2,7  | 3,1  | 3    | 3,7  | 3,5  | 3    |

Evoluția producției interne de lignit:
| An            | 2006 | 2005 | 2004 | 2003 | 2002 | 2001 | 2000 |
| ------------- | ---- | ---- | ---- | ---- | ---- | ---- | ---- |
| milioane tone | 31,2 | 27,2 | 29,1 | 30   | 29,3 | 29,7 | 26   |

### Minele de cărbune
În Valea Jiului au existat 14 mine în anii 1990 și au mai rămas funcționale cele de la Lonea, Livezeni, Vulcan și Lupeni, care se vor închide treptat până cel târziu la sfârșitul anului 2032 Arhivat în 21 iulie 2013, la Wayback Machine..

## Gazele Naturale
Consumul intern de gaze naturale al României s-a menținut în ultimii ani în jurul valorii de 17 miliarde m³, din care 12 miliarde m³ (70%) producție internă, restul de 30% provenind din importuri.

## Gaz petrolier lichefiat (GPL)
În anul 2007, piața de GPL avea o valoare anuală de aproximativ 320 milioane euro, cei mai importanți jucători fiind ButanGas, Rompetrol Gas, Crimbo Gas și Petrom.
În anul 2008, piața de profil era estimată la 500.000 de tone,
echivalentul a 500 de milioane de dolari.
Cea mai mare parte a pieței românești de GPL este reprezentată de butelii, cu o cotă de 55%, urmate de autogaz, cu o pondere de 35% și micul vrac, cu 10%.
Principalii jucători din piața de GPL sunt Petrom LPG, Rompetrol Gas și Butan Gas.
În decembrie 2009, prețul mediu al unui litru de GPL era în medie de 2 lei, față de 3,8 lei litrul de benzină premium fără plumb.
Pe piața locală doar modelele Dacia sunt disponibile cu sisteme GPL echipate din fabrică, dar vânzările acestora sunt scăzute în comparație cu versiunile pe benzină sau diesel.
Pe de altă parte, astfel de versiuni se vând în volume ridicate în țări precum Franța sau Italia, datorită sistemului fiscal care avantajează posesorii acestor automobile deoarece nivelul emisiilor de noxe este mai scăzut.
În anul 2006, piața de propan a atins 45.000 de tone/an (45 milioane euro), cea de butan la 240.000 de tone/an (170 milioane euro), iar cea de autogaz la 140.000 de tone/an (100 milioane euro).

## Importurile de energie
Importul principalilor purtători de energie primară în echivalent mii tone echivalent petrol:
| An                              | 2006   | 2005   |
| ------------------------------- | ------ | ------ |
| Cărbune + Cocs                  | 2.701  | 2.925  |
| * din care - huilă cocsifiabilă | 1.790  | 2.004  |
| țiței                           | 8.676  | 8.686  |
| gaze naturale                   | 4.839  | 4.233  |
| produse petroliere              | 1.300  | 1.027  |
| TOTAL                           | 17.516 | 16.871 |

## Exporturile de energie
Exportul de energie a fost în anul 2006 de 5.983 mii tep. Din acesta, produsele petroliere au avut ponderea de determinantă (92,2%). Dintre produsele petroliere, ponderea cea mai mare este deținută de benzină (50,3%).

## Energia electrică
Producția de energie electrică a României a fost de aproximativ 62 TWh în anul 2006 la o putere instalată de 17.630 MW
În funcție de sursa de energie, producția de electricitate este următoarea:
| Combustibil              | Procentaj 2006 | Procentaj 2005 | Procentaj 2004 |
| ------------------------ | -------------- | -------------- | -------------- |
| Cărbune                  | 39,57 %        | 35,80 %        | 37,55 %        |
| Gaze naturale            | 16,69 %        | 14,07 %        | 16,01 %        |
| Păcură                   | 1,83 %         | 2,68 %         | 3,26 %         |
| Nuclear                  | 9,20 %         | 9,59 %         | 10,07 %        |
| Hidroelectric            | 32,02 %        | 37,11 %        | 31,61 %        |
| Alte surse convenționale | 0,68 %         | 0,75 %         | 1,50 %         |
| Eolian                   | 0,00 %         | 0,00 %         | 0,00 %         |
| Solar                    | 0,00 %         | 0,00 %         | 0,00 %         |
| Biomasă                  | 0,00 %         | 0,00 %         | 0,00 %         |

## Energia termică
Alimentarea cu energie termică în sisteme centralizate de distribuție se realizează prin centrale termice (CT) și centrale termo-electrice (CET) care furnizează energie termică pentru  un oraș, zonă de oraș sau cartier.
Consumul de căldură a scăzut în ultimii ani datorită diminuării consumului industrial. În anul 2006 totalul consumului a ajuns la 9 milioane tep, din care 2,6 milioane tep (30%) a fost asigurat de sistemele centralizate de distribuție.
Numărul de locuințe racordate la sistemele centralizate de producție și distribuire a energiei termice este de 2,35 milioane, adică 55% din totalul locuințelor din mediul urban și 29% din totalul locuințelor.
Costurile locale pentru producția, distribuția și furnizarea de energie electrică au fost în anul 2005 de 160-230 RON / Gcal. Până în anul 2007, prețul plătit de consumator a fost subvenționat de Stat și de consiliile locale.
În prezent (noiembrie 2009), statul român plătește 400 milioane euro pe an pentru subvenții în vederea încălzirii locuințelor.
Costul mediu al căldurii produse în România (60 de euro + TVA/gigacalorie), destinată încălzirii locuințelor, îl depășește cu 18 procente pe cel din statele UE, în condițiile în care PIB-ul pe cap de locuitor este de 5-8 ori mai mic.
În România există 83.000 de blocuri de locuințe în care locuiesc 7 milioane de persoane.
Sistemul de termoficare a consumat în subvenții, directe sau indirecte, de 2,3 miliarde de euro în perioada 2005-2010.
În București, consumatorii plătesc 119 lei pentru o gigacalorie, diferența până la aproape 280 de lei fiind acoperită prin subvenții.
Energia termică distribuită în anul 2009 pe teritoriul României a fost de 13.320.450 Gcal, cu 510.839 Gcal mai puțin față de anul 2008, din care pentru populație 11.486.647 Gcal, cu 266.250 Gcal mai puțin față de anul 2008.
Aceasta a fost distribuită în 112 localități din România, respectiv în 101 municipii și orase.
Față de anul 2008, nu s-a mai distribuit energie termică în 8 orașe.

## Economisire
Intensitatea energetică în România, respectiv consumul de energie pentru a produce o unitate PIB, este de aproape trei ori mai mare decât media UE, conform unei estimări din anul 2007.
În anul 2010, se estima că pentru producerea a 1.000 euro Produs Intern Brut se consumă de patru ori mai multe resurse energetice decât media în UE.
Aproximativ 80% din grupurile termoenergetice din România sunt instalate în perioada 1970 - 1980, depășindu-și practic durata de viață normată. În ultimii 10 ani au fost modernizate și retehnologizate unele centrale termoelectrice cu o capacitate de aproximativ 10% din puterea instalată. De asemenea, aproximativ 37% din grupurile hidroenergetice și-au depășit practic durata de viață normată.
Potențialul național de economisire de energie este apreciat la 27 - 35% din resursele energetice primare (10 milioane tep/an), adică un echivalent a 3 miliarde Euro.
Pentru reabilitarea întregului sistem energetic sunt necesare, până în 2020, fonduri totale de 31 miliarde de euro.

## Energie regenerabilă
Potențialul de exploatare anual pentru energia regenerabilă a României:
- Energie solară - 1,2 TWh energie electrică și 60 PJ (16,7 TWh) energie termică
- Energie eoliană - 23 TWh energie electrică
- Energie hidro - 36 TWh energie electrică
- Energie geotermală - 7 PJ (1,9 TWh) energie electrică
- Biomasă și biogaz - 318 PJ (88,3 TWh) energie termală

## Viitor
În viziunea Statului Român, datorită creșterii prognozate a prețului la hidrocarburi (țiței și gaze naturale), principalele opțiuni pentru viitor ar fi producția de energie pe bază de cărbune și energia nucleară. În strategia energetică pentru 2007 - 2020 se pune accentul pe sporirea producției de energie electrică nucleară și pe modernizarea capacităților de producție de energie învechite.
Compania Petrom intenționează să convertească, în următorii patru ani (începând din 2009), între cinci și zece puțuri epuizate de petrol și gaze în furnizori de energie geotermală. Estimările actuale arată că, în România, căldura generată de puțurile epuizate poate acoperi nevoile a 13.000 de locuințe, adică aproximativ 0,6% din necesarul de energie al țării.

### Independența
În anul 2014 se estima că România ar urma să realizeze independența energetică până la finalul deceniului, datorită gazului de șist și surselor de energie alternative precum energia eoliană și nucleară, potrivit unei analize publicate de Voice of America.

### Emisiile de gaze carbonice

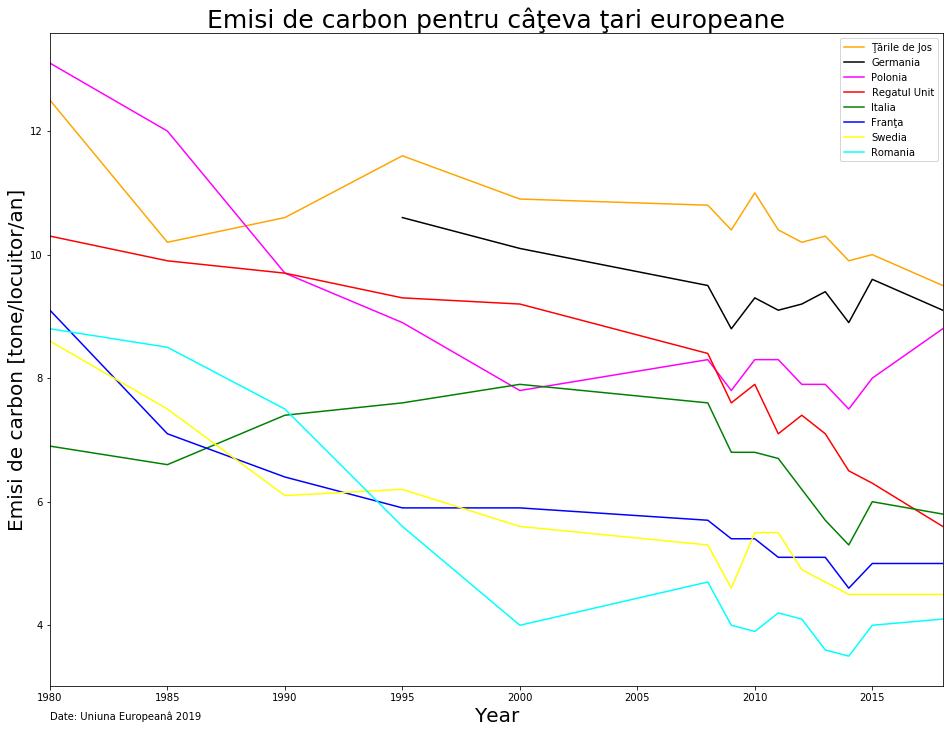
Emisii de carbon pentru câțeva țari europene

Romania o văzut o mare scădere a emisiile sale de gaze cu efect de seră după 1980, în mod special după căderea comunismul. Tendința asta o fost legată în mod principal la o reducere a consumări energetică legată desindustrializări. O consumație energetică totală mai mică și o dependența mai puțin pronunțată la cărbune în combinație cu un interes mai ridicat în surse de energie cu conținut redus în carbon (nuclear, biomasă, hidroelectricitate și mai recent energie eoliana) înseamnă că Romania are un nivel de emisii de gaze cu efect de seră printre cele mai mici din Europa.

## Conversii uzuale
- 1 tep = 10 Gcal
- 1 calorie = 4,1868 J
- 1 KWh = 3,6 MJ
- 1 J = 1 Watt * 1 secundă

- 1 tep = 11,63 MWh
- 1 milion tep = 11,63 TWh
- 1 Gcal = 1,163 MWh
- 1 PJ (1.000 TJ) = 0,27 TWh